# شارلوت سیلینگ
شارلوت سیلینگ (دانمارکی: Charlotte Sieling؛ ‏ ۱۳ ژوئیهٔ ۱۹۶۰ –) بازیگر و کارگردان فیلم اهل دانمارک بود.
از فیلم‌ها یا برنامه‌های تلویزیونی که وی در آن نقش داشته‌است، می‌توان به پنج مانع، گرگ پشت در، هوملند و وثیقه اشاره کرد.